# Leonid Ramzin
Leonid Konstantinowicz Ramzin (ros. Леони́д Константи́нович Рамзи́н; ur. 14 października?/26 października 1887 w Sosnowce, zm. 28 czerwca 1948 w Moskwa) – rosyjski inżynier, konstruktor kotłów parowych. W latach 40 XX w. zbudował przepływowy kocioł parowy, zwany kotłem Ramzina. Napisał wiele prac z zakresu energetyki cieplnej. Był profesorem Moskiewskiego Instytutu Energetycznego w Moskwie. Pochowany na Cmentarzu Ormiańskim w Moskwie.

## Nagrody i odznaczenia
- Nagroda Stalinowska
- Order Lenina
- Order Czerwonego Sztandaru Pracy

Źródło: